# Коњуховци
Коњуховци су насељено мјесто у општини Прњавор, Република Српска, БиХ. Према попису становништва из 1991. у насељу је живјело 1.451 становника.

## Становништво
| Демографија | Демографија | Демографија |
| Година      | Становника  | Становника  |
| ----------- | ----------- | ----------- |
| 1961.       | 635         |             |
| 1971.       | 786         |             |
| 1981.       | 1.212       |             |
| 1991.       | 1.452       |             |